# Borisz Andrejevics Pilnyak
Borisz Andrejevics Pilnyak (oroszul: Бори́с Андре́евич Пильня́к, született: Вогау; Mozsajszk, 1894. október 11. – Kommunarka lőtér, 1938. április 21.) orosz író volt, akit a Szovjetunióban kivégeztek, mert hamis vád alapján részt vett a Joszif Sztálin és Nyikolaj Jezsov megölését tervező összeesküvésben.

## Életrajza
Borisz Andrejevics Vogau (oroszul: Бори́с Андре́евич Вогау) született Mozsajszkban. Apja orvos volt, német földművesek leszármazottja, akik Nagy Katalin uralkodása idején telepedtek le a Volga partján. Édesanyja egy régi szaratovi kereskedő családból származott. Borisz először kilenc évesen érdeklődött az írás iránt. Korai hatásai között szerepelt Andrej Belij, Alekszej Remizov és Jevgenyij Zamjatyin.
Pilnyak nagyon gyorsan, 25 évesen szerzett hírnevet Meztelen év (Голый год, 1922) című regényével, amely az orosz polgárháború egyik első kitalált beszámolója. Az antiurbanizmus fő támogatója volt, és a gépesített társadalom kritikusa, amely nézetei miatt a kommunista kritikusok rosszindulatába került. Demyan Bedny költő 1923. október 16-án a Pravdában elítélte, mint a „tudatlan útitársak hordájának” „büdös” tagját. Az öreg bolsevik, Alekszandr Voronszkij, a Krasznaja nov folyóirat alapító szerkesztője megsértődött egy szereplő megjegyzése miatt, miszerint az orosz forradalom "a nemi szervek szaga", de elismerte Pilnyak tehetségét, és kiadta következő munkáját, Anyagok egy regényhez.
Pilnyak ezt egy furcsa novellával követte, Повесть непогашенной луны (A ki nem oltott holdról), amely 1926 májusában jelent meg a Новый мир ("Új Világ") című irodalmi folyóiratban. A történetben. a Vörös Hadsereg parancsnokát „a három vezető” orvosi műtétre utasítja, amit vonakodva meg is tesz. A műtőasztalon hal meg, ami arra utal, hogy a „három vezető” a halálát akarta. 1925 októberében Mihail Frunze, aki Trockij helyére lépett a Vörös Hadsereg élén, meghalt, miután az akkoriban Joszif Sztálin, Grigorij Zinovjev és Lev Kamenyev triumvirátusa által uralt Politbüro azt tanácsolta neki, hogy hajtsák végre a műveletet. Nincs bizonyíték arra, hogy Sztálin Frunze halálát akarta volna, Pilnyak pedig azzal próbálta fedezni magát a vezetés rágalmazásának vádja ellen, hogy 1926. január 28-án kelt története végére egy megjegyzést fűzött, miszerint alig ismerte Frunzét, és az olvasónak nem szabad „valódi tényeket és élő személyeket” keresnie a történetben. Ennek ellenére a történet botrányt kavart. Voronszkijt megdöbbentette és zavarba hozta, hogy a történetet neki ajánlották és kijelentette, hogy "utálattal utasítom vissza ezt az elkötelezettséget." A Novij Mir jogsértő kiadását betiltották, és az OGPU felkereste az összes ismert előfizetőt, hogy elkobozza példányaikat. Később egy helyettesítő kiadást küldtek nekik egy másik történettel a Pilnyaké helyett. A magazin nyilvános bocsánatkérést adott ki. Ő Kínában járt távol-keleti körúton, amikor kitört a vihar, és disszidálhatott volna, de ehelyett visszasietett, hogy megvédje magát. Annak ellenére, hogy nem mutatott lelkesedést a bolsevik forradalom iránt, több magas rangú kommunistát ismert, és védelemért fordult az Izvesztyija (Известия) főszerkesztőjéhez, Ivan Szkvorcov-Sztyepanovhoz, aki bemutatta a Népbiztosok Tanácsa elnökének (vagy miniszterelnöknek), Alekszej Rikovnak. Rikov unszolására levelet írt, amelyben megbánását fejezte ki, amely 1927 januárjában jelent meg a Novij Mirben.

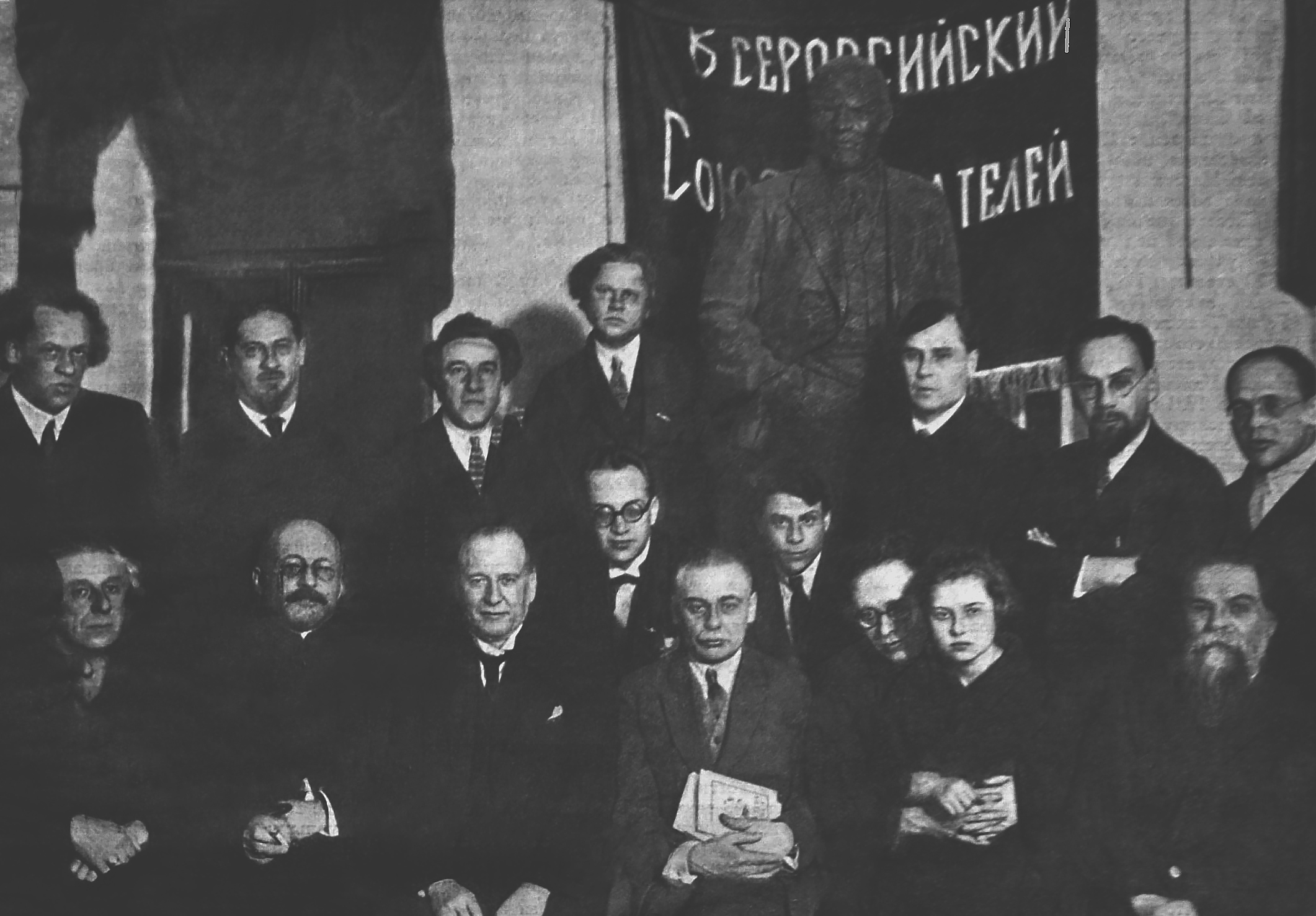
Balról jobbra ülve: Georgij Csulkov, Vikentij Vareszajev, Hrisztyian Rakovszkij, Boris Pilnyak, Alekszandr Voronszkij, Pjotr Oresin, Karl Radek és Pavel Szakulin. Balról jobbra állva: Ivan Jevdokimov, Vaszilij Rogacsevszkij, Vjacseszlav Polonszkij, Fedor Gladkov, Mihail Geraszimov, Abram Efrosz és Iszaak Babel.

Pilnyak mára Makszim Gorkij után a második volt, mint a legolvasottabb élő orosz író a Szovjetunióban és külföldön. A szerzői jogok védelme érdekében olyan megállapodást hoztak létre, amely szerint minden műve egyszerre jelent meg Moszkvában és Berlinben. Legismertebb regényét, a Mahagónit (Кра́сное де́рево, 1927, 1965) betiltották Oroszországban, de – más műveihez hasonlóan – Berlinben adták ki. Ezzel Pilnyak ellensége, Leopold Averbah, az Orosz Proletár Írók Szövetségének vezetője ürügyet adott arra, hogy támadást indítson az „Irodalmi Közlöny” négy egymást követő heti kiadásán keresztül, amelyet Averbah irányított, és amelynek címei, mint például „Az ügynökök ellenséges hálózata a szovjet írók soraiban” és „Boris Pilnyak, a Fehér Gárda különtudósítója”. Vlagyimir Majakovszkij költő csatlakozott, aki azt állította, hogy "a mostani sötétedő viharfelhők idején ez ugyanaz, mint az árulás a fronton", Makszim Gorkij pedig írt a Kommunista Párt egyik titkárának, Andrej Andrejevnek, aki arról panaszkodott, hogy "Pilnyak megbocsátást kapott Frunze elvtárs haláláról szóló története miatt."
Ellentétben Jevgenyij Zamjatyinnal, akit egy időben hasonló támadás ért és nem volt hajlandó bocsánatot kérni vagy meghátrálni, Pilnyak kapitulált, és beleegyezett, hogy megfeleljen a rezsim követelményeinek. Új védelmezőt talált Nyikolaj Jezsovban, az NKVD leendő gyilkos vezetőjében, aki személyes cenzoraként tevékenykedett következő regénye, A Volga a Kaszpi-tengerbe folyik (Волга впадает в Каспийское море, 1919-31) készítése során, amely izzó nyelven írta le az erőltetett iparosítási törekvést. Victor Serge meglátogatta Pilnyakot, miközben ez a munka zajlott. "Pilnyak elcsavarná a nagy száját. Adott nekem egy listát, amely 50 passzusból áll, hogy azonnal változtassak! Ah! felkiáltott volna: 'Bárcsak szabadon írhatnék!' Máskor a depresszió gyötrelmében találtam rá: – A végén börtönbe zárnak, nem gondolod? Megerősítettem a szívét azzal, hogy elmagyaráztam, hírneve Európában és Amerikában megóvta őt." Az 1934-ben megjelent Artists in Uniform című könyvében Max Eastman írt egy fejezetet "The Humiliation of Boris Pilnyak" (Borisz Pilnyak megaláztatása).
Miután lealacsonyította magát, ismét elfoglalhatta helyét az elitben, és elutazhatott Párizsba, New Yorkba és Tokióba. Egy másik jól ismert műve az Oké! Amerikai regény (О’кей! Американский роман, 1931) nem hízelgő útleírás 1931-es egyesült államokbeli látogatásáról. A japán látogatást arra használta fel, hogy írjon egy történetet arról, hogyan születnek történetek. Emellett egy magánházat is kapott egy kiváltságos írók számára fenntartott birtokon, ahol szomszédja Borisz Paszternak volt, azon kevesek egyike, akik 1929-ben megvédték. 1936-ban meglátogatta őket André Gide francia regényíró, aki őszinte véleményt keresett a Szovjetunió életéről. Egy rendőrségi besúgó elmondta az NKVD-nek, hogy Pilnyak és Paszternak több titkos találkozót folytatott André Gide-del, és tájékoztatta őt a Szovjetunióban kialakult helyzetről. Kétségtelen, hogy Gide felhasználta ezt az információt ebben a könyvben, amely a Szovjetuniót támadta."
Nyilvános lealacsonyítása ellenére Pilnyak bátran, titokban cselekedett. Amikor meghallotta, hogy Karl Radek, a baloldali ellenzék egyik prominens tagja Tomszkba való száműzetése után nehéz helyzetbe került, Pilnyak pénzt küldött neki. Levelezett a spanyol kommunista Andrés Ninnel is, aki 1927-ben szakított Sztálinnal, és megalapította a POUM-ot (a pártot, amelyet George Orwell támogatott a spanyol polgárháború idején). Amikor Victor Serge-t letartóztatták Moszkvában, Pilnyak sürgette Nint, hogy gyakoroljon nemzetközi nyomást a szabadon bocsátása érdekében. Ezt a levelezést akkor fedezték fel, amikor az NKVD elrabolta Nint Barcelonában. 1937. október 28-án Pasternak bejött, hogy gratuláljon Pilnyaknak és grúz feleségének, Kira Andronikashvilinek fiuk harmadik születésnapján. Aznap este Pilnyakot letartóztatták. Megvádolták Sztálin és Jezsov meggyilkolásának összeesküvésével, és még azzal, hogy japán kém volt. 1938. április 21-én bíróság elé állították, bűnösnek vallotta magát, és még aznap lelőtték. Az aktájához csatolt kis sárga papírlapon ez állt: „Az ítéletet végrehajtották.” A kommunarkai lőtéren egy golyóval végezték ki a tarkóján.
Pilnyakot a Szovjetunióban az 1960-as és 1970-es évek végén kezdték rehabilitálni és újra felértékelni.

## Művei
- 1918: С последним пароходом
- 1922: Голый Год
- 1922: Повесть Петербургская
- 1923: Метелинка
- 1922: Санкт-Питер-бурх
- 1922: Смертельное манит
- 1923: Никола-на-Посадьях
- 1923: Простые рассказы
- 1923: Повести о чёрном хлебе
- 1923: Третья столица
- 1924: Английские рассказы
- 1924: Повести
- 1924: Рассказы
- 1925: Машины и волки
- 1926: Повесть непогашенной луны
- 1926: Метель
- 1926: Настроени и др. рассказы
- 1926: Рассказы о клочах и глине
- 1926: Россия в полете
- 1927: Иван Москва
- 1927: Очередные повести
- 1927: Катайскйи дневник
- 1927: Расплёснутое время
- 1927: Корни японского солнца
- 1927: Большое сердце
- 1927: Рассказы
- 1927: Рассказы с востока
- 1928: Катайская повесть
- 1929: Красное дерево
- 1929: Рассказы
- 1930: Волга владает в Каспийское море
- 1932: Рассказы
- 1933: О'кэй
- 1933: Рассказы
- 1934: Камни и корни
- 1935: Изабранные рассказы
- 1935: Рождение человека
- 1936: Созревание плодов
- 1936: Мясо

### Magyarul
- Meztelen év (Голый Год) – Európa, Budapest, 1979 · ISBN 9630719371 · Fordította: Kántor Péter
- OKÉ (О'кэй) – Magvető, Budapest, 1983 · ISBN 9631400131 · Fordította: Soproni András

## Hatása
Pilnyakot általában az 1920-as évek legnagyobb orosz regényírójának tartják, és akkoriban a második legolvasottabb író volt, Makszim Gorkij mögött. Modernista írásmódja egy egész nemzedékre hatott, nemcsak orosz, hanem sok jugoszláv íróra is, közülük a leghíresebbek többek között Danilo Kiš, Dubravka Ugrešić és Miodrag Bulatović. Kiš gyakran említette Pilnyakot, mint egyik fő hatását és egyik kedvenc orosz szerzőjét, Jurij Olesa és Iszaak Babel mellett.

## További irodalom
- Reck, Vera T.. Boris Pil'niak: A Soviet Writer in Conflict with the State. Montreal and London: McGill-Queen's University Press (1975). ISBN 0-7735-0237-8
- Encyclopedia of Soviet Writers
- "On Pilnyak" by Leon Trotsky

## Fordítás
- Ez a szócikk részben vagy egészben  a   Boris Pilnyak című angol Wikipédia-szócikk fordításán alapul.  Az eredeti cikk szerkesztőit annak laptörténete sorolja fel. Ez a jelzés csupán a megfogalmazás eredetét és a szerzői jogokat jelzi, nem szolgál a cikkben szereplő információk forrásmegjelöléseként.